# Virgilia luzonensis
Virgilia luzonensis är en insektsart som beskrevs av Baker 1925. Virgilia luzonensis ingår i släktet Virgilia och familjen Lophopidae. Inga underarter finns listade i Catalogue of Life.